# Mälarhöjden/Bredäng Hockey
Mälarhöjden/Bredäng Hockey, förkortat M/B Hockey, är en ishockeyklubb från Stockholm Söderort. Klubben bildades 1988 genom en sammanslagning av Mälarhöjden/Västertorp IK och HK Bredäng/Östberga.
Föreningen har haft sina största framgångar inom damishockeyn där man vann sju SM-guld 1998, 1999, 2000, 2001, 2002, 2003, 2005 och 2006 samt SM-brons 2004. Det gjorde att man fortfarande 2019 hade näst flest SM-tecken inom damishockeyn.
Herrishockeyn gjorde till 2000/01 en satsning och värvade namnkunniga spelare med allsvensk rutin från klubbar som Hammarby IF och Huddinge IK. Till tränare rekryterade man Curt Lindström. Resultatet blev att man vann Division 1 Östra B före Huddinge och sedan placerade sig tvåa i Östra Allettan efter Almtuna IS. I playoff slog man först ut Nacka HK, men föll sedan i två raka matcher mot Huddinge.
Föreningen spelar sina matcher i SDC-hallen som stod färdig 1991. Kända spelare från föreningen är Mika Zibanejad, Mattias Norström, Josef Boumedienne och Gabriel Landeskog.

## Säsonger
Nedan finns herrarnas A-lags resultat från de framgångsrikaste säsongerna.
| Säsong    | Division           | Placering | Vårserie                  | Playoff/Kval                                  |
| --------- | ------------------ | --------- | ------------------------- | --------------------------------------------- |
| 1999/2000 | Division 1 Östra B | 1         | 2:a i Allettan Östra      | 3:a i Östra kvalserien till Allsvenskan       |
| 2000/2001 | Division 1 Östra B | 1         | 2:a i Allettan Östra      | Playoff: Besegrar Nacka, utslagna av Huddinge |
| 2001/2002 | Division 1 Östra B | 3         | 4:a i Allettan Östra      | 3:a i förkval östra                           |
| 2002/2003 | Division 1 Östra B | 5         | 7:a i fortsättningsserien | nerflyttade                                   |
| 2003/2004 | Division 2 Östra B | 3         | 1:a i Alltvåan            | uppflyttade                                   |
| 2004/2005 | Division 1 Östra   | 10        |                           |                                               |
| 2005/2006 | Division 1D        | 5         |                           |                                               |
| 2006/2007 | Division 1D        | 5         | 5:a i vårserien           |                                               |
| 2007/2008 | Division 1D        | 3         | 6:a i Allettan Mellan     |                                               |
| 2008/2009 | Division 1D        | 8         | 3:a i vårserien           |                                               |
| 2009/2010 | Division 1D        | 12        | 7:a i vårserien           | 3:a i kvalserien, nerflyttade                 |